# Ancien tramway d'Orléans
Pour le réseau moderne, voir l'article tramway d'Orléans.
 (avril 2023).
La mise en forme du texte ne suit pas les recommandations de Wikipédia : il faut le « wikifier ».
Les points d'amélioration suivants sont les cas les plus fréquents. Le détail des points à revoir est peut-être précisé sur la page de discussion.
- Les titres sont pré-formatés par le logiciel. Ils ne sont ni en capitales, ni en gras.
- Le texte ne doit pas être écrit en capitales (les noms de famille non plus), ni en gras, ni en italique, ni en « petit »…
- Le gras n'est utilisé que pour surligner le titre de l'article dans l'introduction, une seule fois.
- L'italique est rarement utilisé : mots en langue étrangère, titres d'œuvres, noms de bateaux, etc.
- Les citations ne sont pas en italique mais en corps de texte normal. Elles sont entourées par des guillemets français : « et ».
- Les listes à puces sont à éviter, des paragraphes rédigés étant largement préférés. Les tableaux sont à réserver à la présentation de données structurées (résultats, etc.).
- Les appels de note de bas de page (petits chiffres en exposant, introduits par l'outil «  Source ») sont à placer entre la fin de phrase et le point final[comme ça].
- Les liens internes (vers d'autres articles de Wikipédia) sont à choisir avec parcimonie. Créez des liens vers des articles approfondissant le sujet. Les termes génériques sans rapport avec le sujet sont à éviter, ainsi que les répétitions de liens vers un même terme.
- Les liens externes sont à placer uniquement dans une section « Liens externes », à la fin de l'article. Ces liens sont à choisir avec parcimonie suivant les règles définies. Si un lien sert de source à l'article, son insertion dans le texte est à faire par les notes de bas de page.
- La présentation des références doit suivre les conventions bibliographiques. Il est recommandé d'utiliser les modèles {{Ouvrage}}, {{Chapitre}}, {{Article}}, {{Lien web}} et/ou {{Bibliographie}}. Le mode d'édition visuel peut mettre en forme automatiquement les références.
- Insérer une infobox (cadre d'informations à droite) n'est pas obligatoire pour parachever la mise en page.

Pour une aide détaillée, merci de consulter Aide:Wikification.
Si vous pensez que ces points ont été résolus, vous pouvez retirer ce bandeau et améliorer la mise en forme d'un autre article.
L'Ancien Tramway d'Orléans désigne le réseau de tramways qui a fonctionné à Orléans, dans le département du Loiret, entre 1877 et 1938.
Composé à l'origine d'une ligne de tramway hippomobile, électrifiée en 1899, il est complété par trois autres lignes au cours des années 1900.
Exploité par la Compagnie générale française de tramways, les problèmes financiers de celle-ci durant l'entre deux guerres provoquent la suppression progressive du réseau entre 1924 et 1938. Il est alors remplacé par des autobus.
Le tramway ne reviendra à Orléans qu'en novembre 2000.

## Histoire

### Une première ligne hippomobile
La Compagnie générale française de tramways (CGFT) met en place une ligne à traction hippomobile de 4,1 km à voie normale entre le quartier des Aydes et la limite sud de la ville par la rue du Faubourg Bannier, la place du Martroi, et la rue Royale le 6 mai 1877. Cette ligne est prolongée jusqu'au pont d'Olivet le 1er mai 1884, portant sa longueur totale à 7 km. En octobre 1897, la ligne est prolongée au nord jusqu'à Bel Air.

Carte animée de l'évolution des infrastructures ferroviaires de l'agglomération d'Orléans, dont celle des anciens et actuels tramways, de 1880 à nos jours.

### L'électrification

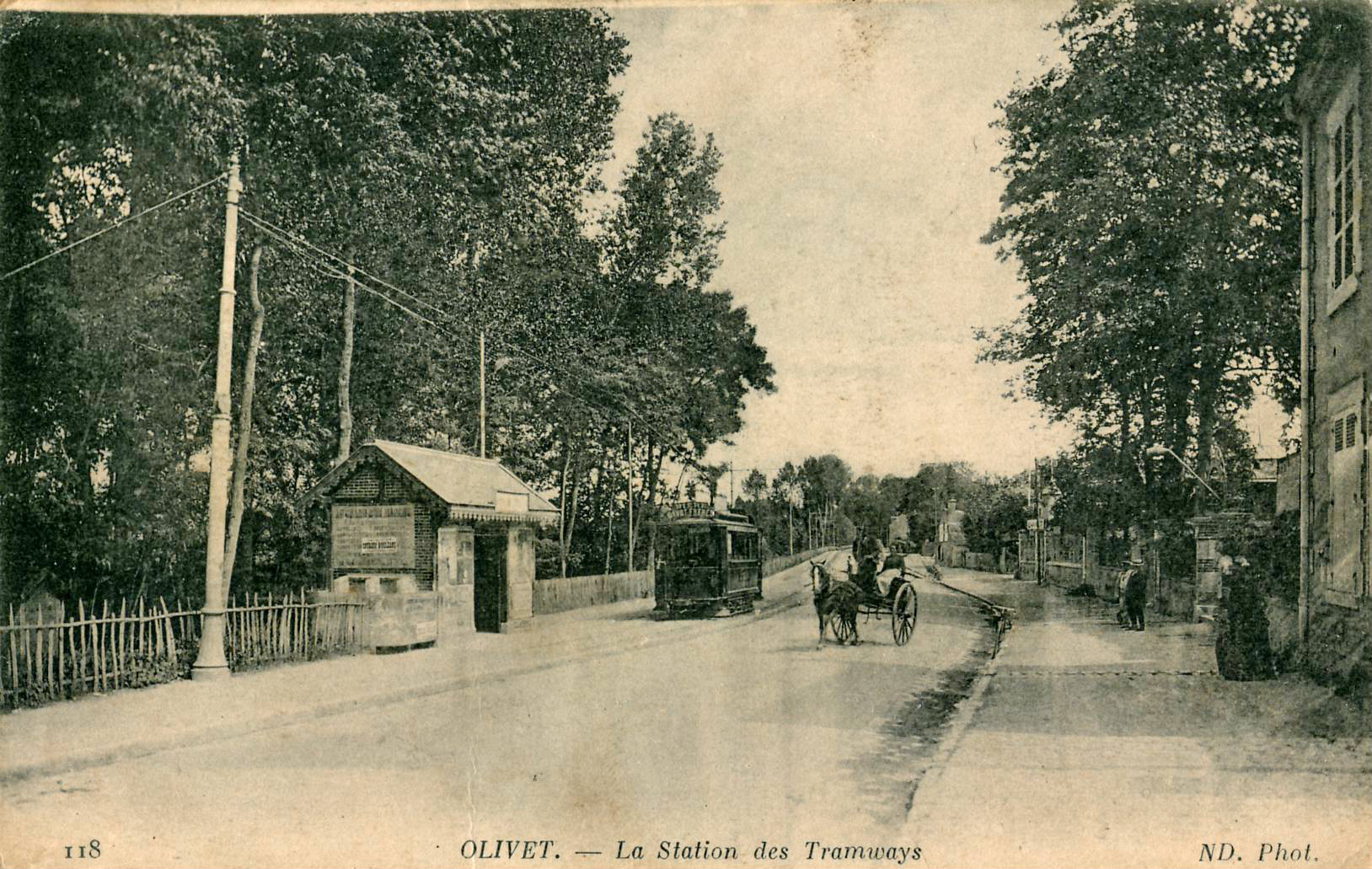
tramway au terminus d'Olivet.

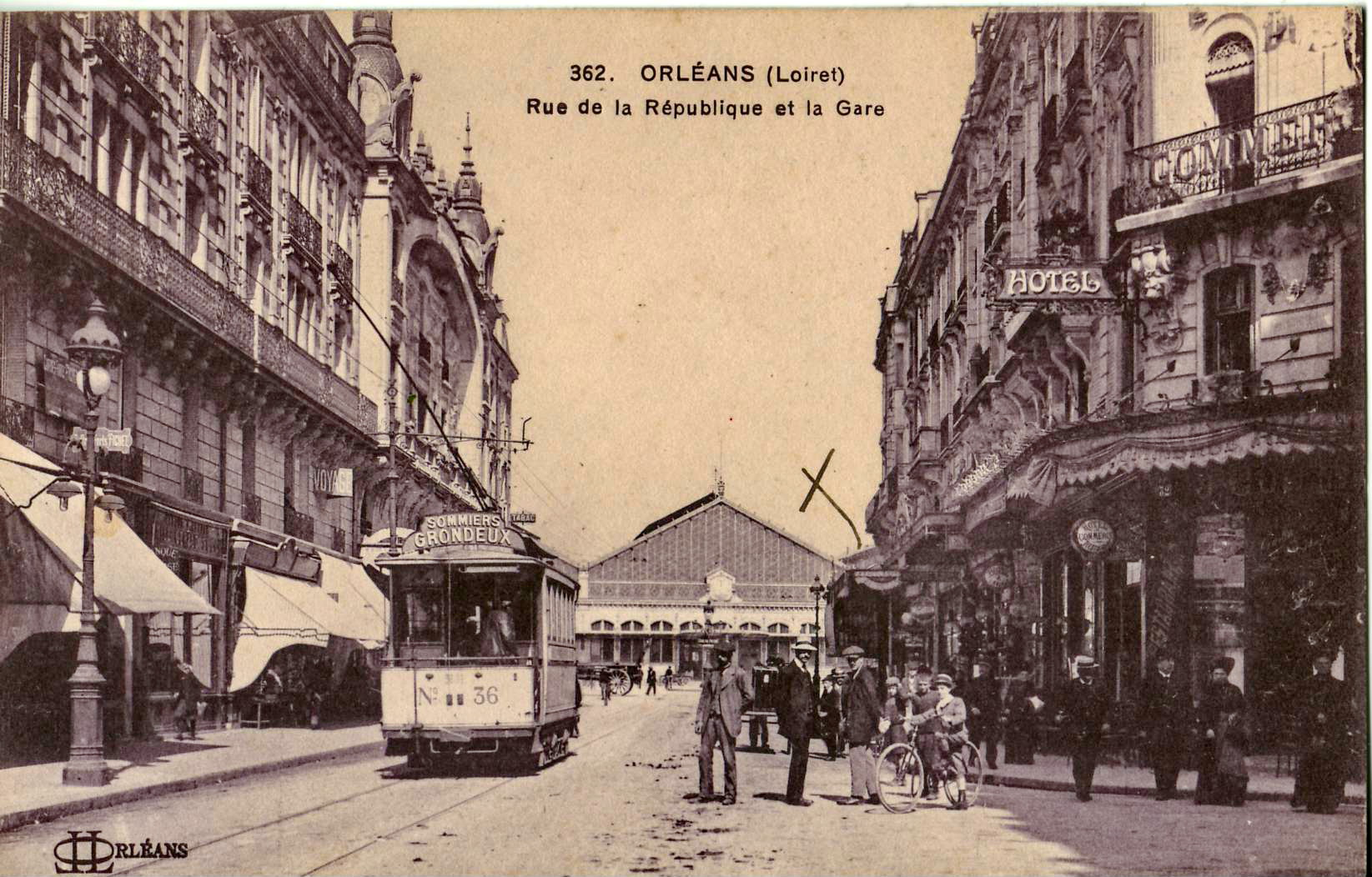
Motrice no 36 se rendant à la Gare.

Le 28 juin 1899, la ligne existante (qui deviendra la ligne 1) est électrifiée. Ce changement est le point de départ de la constitution du réseau de plusieurs lignes.
La ligne reliant le Faubourg Saint-Vincent à La Madeleine ouvre le 8 août 1903, suivie le 2 octobre 1904 par la ligne Martroi-Saint-Loup. Vers 1908-1909 elles sont respectivement prolongées du Faubourg Saint-Vincent à Coin Rond et de Saint-Loup à Saint-Jean, tandis qu'une 4e ligne est ouverte entre le cimetière et le Jardin botanique.
Cette décennie d'extension permet au réseau d'atteindre son apogée avec 22 km de lignes en 1909, la place du Martroi en étant le point central :
- ligne 1 : Bel-Air - Martroi - Saint-Marceau - Olivet, (8,5 km) ;
- ligne 2 : Faubourg Madeleine - Martroi - Gare - Saint-Vincent, (6,7 km) ;
- ligne 3 : Faubourg Bourgogne (Saint-Loup) - Martroi - Faubourg Saint-Jean, (5,9 km) ;
- ligne 4 : Cimetière - Gare - Martroi - Jardin botanique, (4,8 km).

Le dépôt et l'usine de production d'électricité sont situés rue du Faubourg Bannier. En dehors du réseau des tramways électriques urbains, il existait deux réseaux de tramways départementaux à vapeur dont les rails empruntaient certains axes de la voirie orléanaise. La ligne 1 croisait ainsi à la tête nord du pont George-V, une ligne de tramways à vapeur reliant la gare de Moulin de l’Hôpital au port du canal d'Orléans. À la tête sud du pont, la ligne 1 franchissait la ligne des tramways de Sologne qui passait en souterrain au moyen d’un tunnel.

### Le déclin

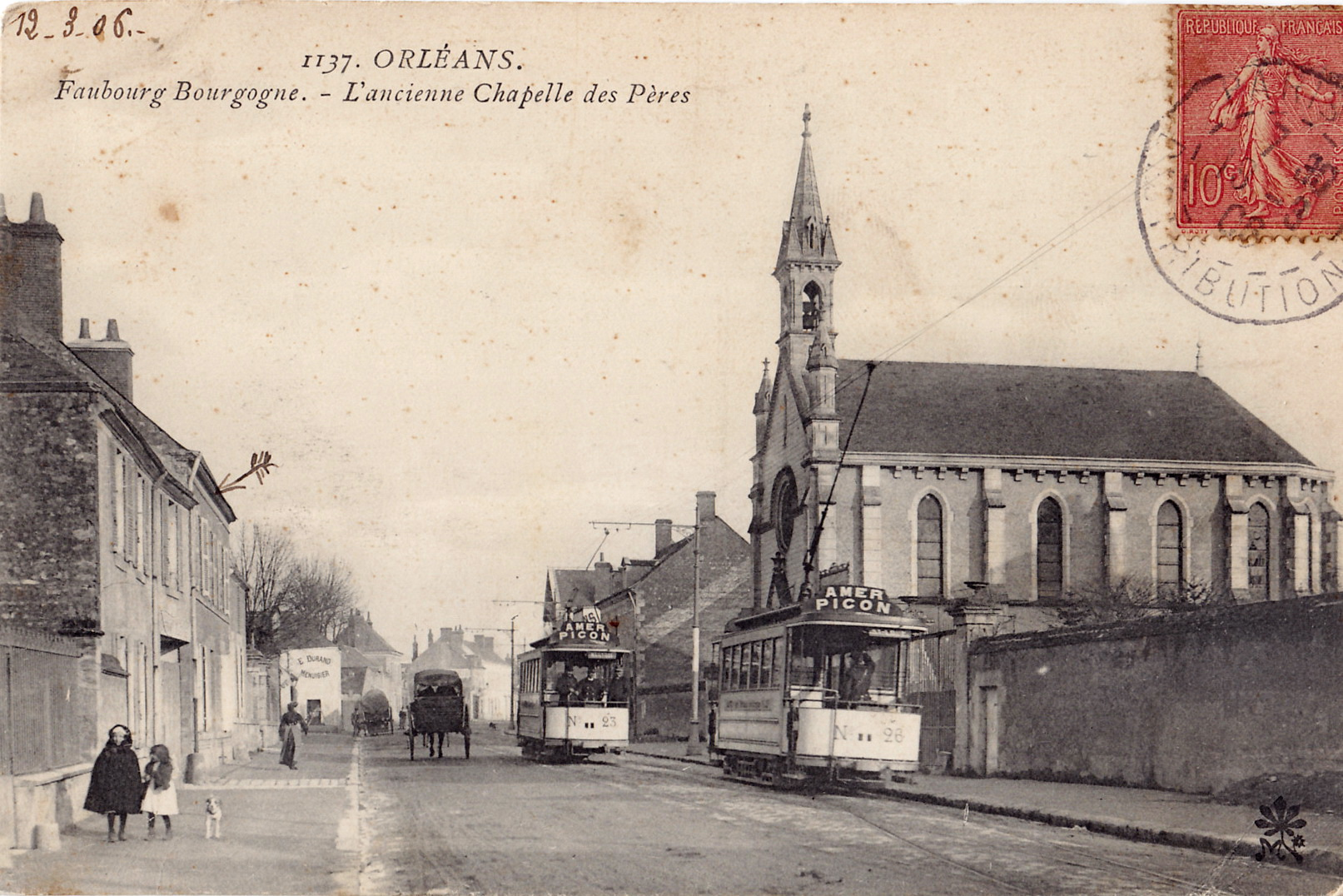
Croisement de tramways sur un évitement au Faubourg Bourgogne

Après la Première Guerre mondiale, la CGFT est victime de problèmes financiers en 1917, obligeant la compagnie à signer une convention avec la ville afin que cette dernière prenne en charge les deux tiers du déficit et, afin de faire des économies, la ligne 4 — la moins fréquentée du réseau — est supprimée en 1924,.
La fréquentation du réseau ne cesse de chuter au cours des années 1930 malgré une modernisation partielle du parc (vestibulage dès 1927, reconstruction des plates-formes, etc.) permettant l'exploitation à un agent des lignes 2 et 3 en 1933. De plus, l'exploitation en voie unique pénalise le réseau et limite sa capacité.
Afin d'assainir financièrement la CGFT, la ligne 1 voit ses tramways supprimés entre la gare d'Orléans et Olivet le 28 février 1933 et remplacés par des autobus, le reste de la ligne sera à son tour converti en février 1936. Cela ne suffit pas les tramways disparaissent définitivement des lignes 2 et 3 le 31 mars 1938 au soir, remplacés par des autobus, ce réseau sera à son tour interrompu durant la Seconde Guerre mondiale et il faudra attendre 1952 pour retrouver un réseau de transport en commun régulier à Orléans.
Lors de l’arrivée massive dans le Loiret de 2 800 réfugiés espagnols fuyant l'effondrement de la Seconde République espagnole devant les troupes de Francisco Franco, les structures d’accueil du département sont rapidement débordées. Dès le 6 février, les hôpitaux de Beaugency et d’Orléans n’ont plus de lits disponibles, et un hôpital de campagne est ouvert à l’ancienne gare de tramways de Saint-Marceau.

## Lignes

### Ligne ①: Bel-Air–Olivet
Bel-Air - Martroi - Saint-Marceau - Olivet, (8,5 km)

### Ligne ②: Madeleine–Saint-Vincent
Faubourg Madeleine - Martroi - Gare - Saint-Vincent, (6,7 km)

### Ligne ③: Saint-Loup–Saint-Jean
Faubourg Bourgogne (Saint-Loup) - Martroi - Faubourg Saint-Jean, (5,9 km)

### Ligne ④: Cimetière–Jardin Botanique
Cimetière - Gare - Martroi - Jardin botanique, (4,8 km).

## Le matériel roulant
La livrée d'origine des tramways était le vert foncé, qui sera ensuite remplacé une livrée entièrement blanche.
- 38 motrices à 2 essieux et accès par plates-formes ouvertes, nos 1 à 38 ;
- 11 remorques type baladeuses  provenant du tramway à chevaux, nos 51 à 61
- 11 remorques fermées provenant du tramway à chevaux, nos 62 à 72 ;
- 10 remorques ouvertes  provenant du tramway de Marseille ;
- 5 remorques fermées livrées par la SAFT ;
- 10 remorques fermées livrées par les Ateliers de Nivelles.